# Zofia Kuliková

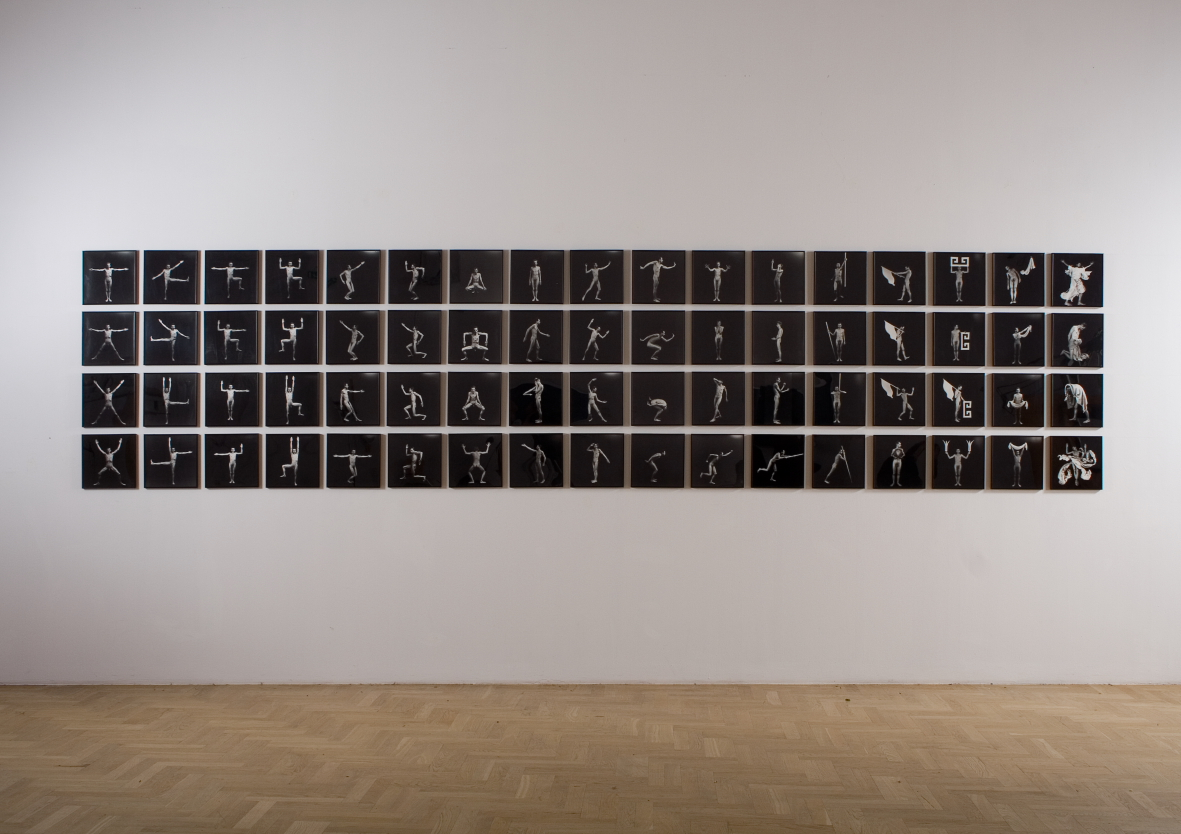
Výstava ze série "Archiv gest" (Zachęta, Varšava)

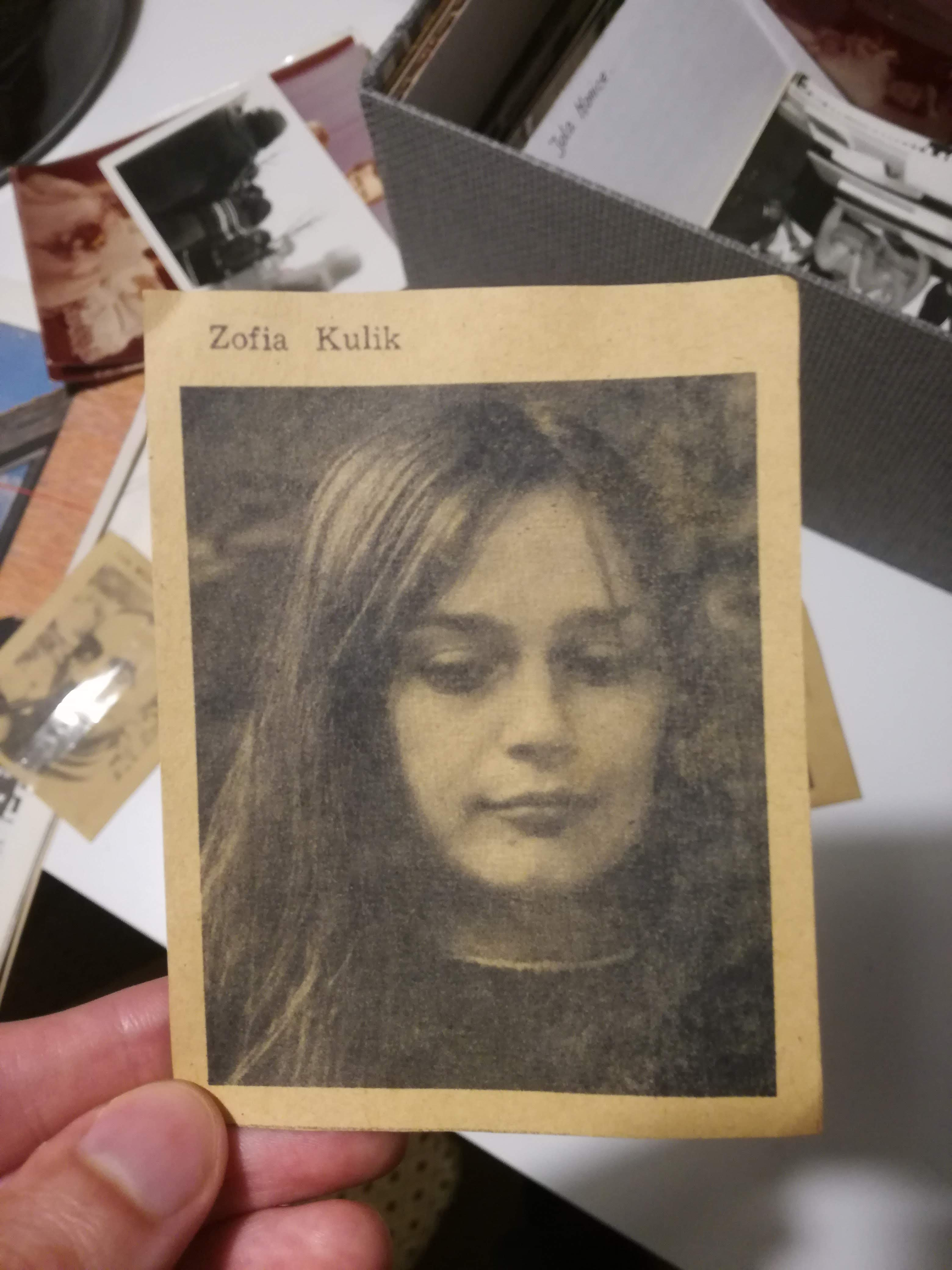
Zofia Kuliková, Bienále prostorových forem v Elblągu 1971

Zofia Kuliková (nepřechýleně Zofia Kulik; * 14. září 1947 ve Vratislavi) je polská sochařka, fotografka a performerka. Kombinuje politickou kritiku a feminismus.

## Životopis
V roce 1971 absolvovala Akademii výtvarných umění ve Varšavě. Prezentace její diplomové práce spočívala v simultánním promítání asi 500 diapozitivů promítaných na tři obrazovky obklopující diváka ze tří stran. Vedle paravánů stála Michelangelova socha Mojžíše z tvrzených látek. Jednalo se o látkovou kopii mramorové kopie téže sochy stojící v sále Akademie výtvarných umění ve Varšavě. Barevný Mojžíš byl poslední fází celoročního procesu dokumentace a akcí.
V 70. a 80. letech spolupracovala s Przemysławem Kwiekem v duu KwieKulik - v té době se věnovala především performativní činnosti. Kwiekova diplomová práce sestávala z projekcí diapozitivů a filmů 8 mm, ve kterém byl proces znázorněn jako umělecké dílo. V 70. letech. ve svém umění rozvinula koncept otevřené formy Oskara Hansena.
Umělkyně se zabývá problematikou moci, totality a genderových vztahů. Ve svém domě nedaleko Varšavy shromáždila archiv materiálů týkajících se polské neoavantgardy.
Od poloviny 80. let 20. století vytvářela fotokoláže - kolekce fotografických reprezentací gest vzniklých v důsledku opakované, bodové expozice fotografického materiálu a promítání jednotlivých prvků systému na něj. Imobilizace gest na fotografiích má za následek dojem, že fotografovaná postava je zbavena osobitosti či kontroly. Pro autorčiny četné fotografické koláže pózoval mělec Zbigniew Libera.
V roce 1996 získala polské kulturní ocenění Paszport Polityki. V roce 1997 reprezentovala Polsko na Benátském bienále. Díla umělkyně lze nalézt mj. ve sbírce Muzea umění v Lodži.

## Vybrané výstavy
- 1981 – Düsseldorf, Free International University (Svobodná mezinárodní univerzita)
- 1989 – Varšava: Wizualne idiomy socwiecza (Vizuální idiomy sovětské éry), Mała Galeria ZPAF
- 1991 – Amsterdam: Wanderlieder, Stedelijk Museum
- 1992 – Bolzano: Frontiera 1/92
- 1994 – Bonn: Europa, Europa
- 1995 – Korea: Kwangju Biennale
- 1997 – Benátky: XLVII Biennale di Venezia
- 1998 – Poznaň: retrospektywna wystawa Od Syberii do Cyberii (Od Sibiře po Kyberii)
- 2000 – Paříž: l'Autre Moitie de l'Europe, Galerie Nationale du Jeu de Paume
- 2004 – Varšava: Autoportrety i ogród (Autoportréty a zahrada), Galeria Le Guern
- 2004 – Varšava: Od Syberii do Cyberii (Od Sibiře ke Kyberii), Zachęta – Narodowa Galeria Sztuki